# ラストデイズ・オブ・アメリカン・クライム
『ラストデイズ・オブ・アメリカン・クライム』（原題：The Last Days of American Crime）は、2020年制作のアメリカ合衆国のクライム映画。
リック・リメンダーとグレッグ・トッキーニ原作のグラフィックノベルをオリヴィエ・メガトン監督で映画化。Netflixオリジナル映画。

## あらすじ
近未来。アメリカ政府は犯罪を防ぐため、人間の脳内シナプスを操作し、違法行為を阻止するシグナルを発信する計画を実行に移そうとしていた。
そんな中、経験豊富な犯罪者のブリックは弟を殺した犯人を"デュモイ家"の長男ケヴィンから聞き出すために仲間を集めて強盗団を結成、シグナルが発信される前に“アメリカ史上最後の強盗”を行おうとする。

## キャスト
※括弧内は日本語吹替
- グラハム・ブリック: エドガー・ラミレス（志村知幸）
- シェルビー・デュプリー: アンナ・ブリュースター（桜木可奈子）
- ケヴィン・キャッシュ: マイケル・ピット（石上裕一）
- ロス・キング：タメル・ブルジャック
- ウィリアム・ソーヤー: シャールト・コプリー
- ロニー・フレンチ：ブランドン・オーエット
- ロッシー・デュモイ:パトリック・バーギン
- ピート・スレイトリー: ショーン・キャメロン・ミッチェル

## 製作
2018年7月27日、オリヴィエ・メガトンが本作の監督に起用され、エドガー・ラミレスが本作の出演交渉に臨んでいると報じられた。10月、アンナ・ブリュースター、マイケル・ピット、シャールト・コプリーの出演が決まった。11月5日、本作の主要撮影が南アフリカ共和国で始まった。2020年5月23日、リミニャナスとデヴィッド・メンケが本作で使用される楽曲を手掛けるとの報道があった。

## マーケティング
2018年11月6日、本作の撮影現場で撮られた写真が公開された。2020年5月19日、本作のオフィシャル・トレイラーが公開された。

## 評価
本作は批評家から酷評されている。映画批評集積サイトのRotten Tomatoesには12件のレビューがあり、批評家支持率は0%、平均点は10点満点で2.43点となっている。また、Metacriticには8件のレビューがあり、加重平均値は18/100となっている。RogerEbert.comのブライアン・タレリコは本作に5つ星評価で星0.5個を与え、「『ラスト・デイズ・オブ・アメリカン・クライム』が犯した唯一の罪は映画化されてしまったことである。これほどつまらなく、醜悪で、心に響くものがない作品はそうそうお目にかかれるものではない」と述べている。